# Кастеншильд, Иоахим
 Иоахим (Йохум) Мельхиор Холтен фон Кастеншильд (дат. Joachim Castenschiold; 29 ноября 1743 — 6 апреля 1817, замок Борреби, Слагельсе, Зеландия) — датский военачальник, генерал-лейтенант.

## Биография
Сын крупного землевладельца. В 1760 году получил военное образование и поступил на службу в Шлезвигский кирасирский полк (Slesvigske Kyrasserregiment) Королевской датской армии. В 1776 году получил звание майора. В 1784 году назначен командиром Королевской датской конной гвардии. В 1788 году стал генерал-майором, в 1802 году — генерал-лейтенантом.
В 1772 году участвовал в дворцовом перевороте против графа Иоганна Фридриха Струэнзее.
Из-за неприязни Каролины Матильды к Кастеншильду, он был специально выбран для сопровождения бывшей королевы в Кронборг вместе с 30 драгунами после её ареста.
Участник сражений с Британией во время наполеоновских войн.
В 1807 году Кастеншильд был назначен командующим территориальных силы Восточной Дании (в основном Зеландии).
29 августа 1807 года участвовал в битве при Кёге, командуя отрядом численностью около 7000 ополченцев, против британского полководца Артура Уэлсли (будущего Веллингтона), солдаты которого взяли в плен около 1100 датчан, а сам Артур Уэлсли присутствовал при сдаче.
Позже Кастеншильд предстал перед судом в Копенгагене вместе с другими военачальниками, но был оправдан.

## В популярной культуре
Кастеншильд появляется как персонаж в романе Бернарда Корнуэлла про Ричарда Шарпа «Добыча Шарпа» (2001).